# Piet

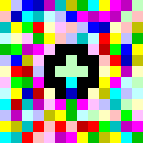
«Hello World» на языке Piet

Piet — эзотерический язык программирования, разработанный Давидом Морган-Маром. Язык Piet использует разноцветные изображения в качестве программ. Программа на Piet выглядит как постживописная абстракция. Piet получил своё название от имени нидерландского художника Пита Мондриана.

## Описание
Программный код в языке Piet представлен в форме абстрактного рисунка.

## Концепции языка

### Цвета
Используется 20 различных цветов (таблица справа). 18 цветов первых трёх строк в таблице связаны циклически двумя следующими циклами:
- Цикл оттенков: красный → жёлтый → зелёный → голубой → синий → фиолетовый → красный

- Цикл яркости: светлый → нормальный → тёмный → светлый

При этом подразумевается, что светлый темнее, чем тёмный, и наоборот. Белый и чёрный цвета не входят в циклы.
Дополнительные цвета также могут использоваться, хотя их эффект зависит от реализации. В простейшем случае нестандартные цвета рассматриваются интерпретатором языка как белый (в другом случае они могут использоваться как аналогичный чёрному).

### Коделы
Код на языке Piet представляет собой форму графики, собранной из распознаваемых цветов. Отдельные цветные пиксели важны в языке, поэтому правило распространяется на программы, подлежащие увеличению, для того чтобы стали видны детали. В таких увеличенных программах термин Кодел используется для описания блока с цветом, эквиалентного одному пикселю кода, для того, чтобы избежать путаницы с фактическими пикселями увеличенной графики, которые в действительности могут быть одним коделом.

### Цветные блоки
Основной элемент языка Piet — цветной блок. Цветной блок — это блок любого числа смежных коделов одного цвета, ограниченных блоками другого цвета либо краем графики программы. Цветные блоки, смежные только диагонально, не считаются смежными. Цветной блок может быть любой формы и может иметь «дыры» других цветов внутри, которые не являются частью блока.

### Стек
Piet использует стек для хранения всех данных. Данные существуют только как целые числа, хотя они могут быть прочитаны или выведены как символы Юникода соответствующими командами.

### Исполнение программы
Интерпретатор языка Piet начинает выполнять программу в цветном блоке, который содержит верхний левый кодел программы. Интерпретатор содержит Указатель Направления Direction Pointer (DP), который вначале указывает вправо. DP может указывать вправо, влево, вверх, вниз. Интерпретатор также содержит «Выбирающего Коделы» Codel Chooser (CC), вначале указывающего влево. CC может указывать влево или вправо. Направления DP и CC обычно часто меняются во время выполнения программы.
Во время выполнения программы интерпретатор пересекает цветные блоки по следующим правилам:
1. Интерпретатор находит край текущего цветного блока, который является наиболее отдалённым в направлении DP (этот край может быть не соединён напрямую, если блок составной формы)
2. Интерпретатор находит кодел текущего цветного блока на этой границе, который наиболее отдалён в направлении СС от направления DP передвижения. (смотри таблицу справа)
3. Интерпретатор перемещается от этого кодела в цветной блок, который содержит Кодел, стоящий непосредственно по направлению DP.

Интерпретатор продолжает выполнять эти действия, пока программа не завершится.

## Элементы синтаксиса

### Числа
Каждый не чёрный и не белый цветной блок в языке Piet представляет собой целый эквивалент числу коделов в данном блоке. Заметьте, что отрицательные целые числа не могут быть представлены, хотя они могут быть построены операторами. Когда интерпретатор кодирует число, не обязательно делать что-либо с ним. В частности, он не помещает его в стек автоматически — есть специальная команда для этого (смотри ниже).

### Чёрные блоки и границы
Чёрные блоки и границы программы ограничивают течение программы. Если интерпретатор программы Piet пытается двигаться в чёрный блок или за границу, он останавливается и CC переключается. Далее интерпретатор пытается перемещаться с этого текущего блока снова. Если не удаётся во второй раз, DP изменяется в соответствии с направлением движения часовой стрелки на 90 градусов. Эти попытки повторяются, в то время как CC и DP изменяются между чередующимися попытками. Если после восьми попыток интерпретатор не сможет покинуть текущий блок, не существует пути выхода и программа завершается.

### Белые блоки
Белые блоки — свободные сквозные зоны, которые интерпретатор пропускает беспрепятственно. Если он передвигается из цветного блока в белое пространство, интерпретатор двигается через белые коделы в направлении DP пока не наткнётся на не белый блок. Если интерпретатор наткнётся на чёрный блок или границу, он считается ограниченным, иначе он двигается в цветной блок, на который наткнулся. Передвижение сквозь белый блок в новый цветной не вызывает выполнение команды (смотри ниже). В этом случае белые блоки могут использоваться для изменения текущего цвета без выполнения команд, что очень полезно для кодирования циклов.
Уточнение относительно белого блока
Передвижение по белому блоку ведёт интерпретатор по прямой линии до того, как он наткнётся на цветной пиксел или границу. Он не использует процедуру, описанную выше, для определения того, где интерпретатор выйдет из небелого цветного блока.
Точнее, что произойдёт, когда интерпретатор передвигается по белому блоку и натыкается на чёрный блок или границу, не было ясно по оригинальной спецификации. Интерпретация следует из буквального чтения следующего текста:
- Интерпретатор двигается через белый блок по прямой.
- Если он натыкается на преграду, СС переключается. Так как это не приводит ни к какому различию в том, куда интерпретатор пытается перемещаться, направление DP немедленно поворачивается по часовой стрелке.
- Теперь интерпретатор начинает двигаться с текущего белого кодела в новом направлении DP, пока не войдет в цветной блок или не наткнётся на новое препятствие.
- Каждый раз, когда интерпретатор натыкается на преграду в белом блоке, он разворачивает CC и меняет DP в соответствии с направлением движения часовой стрелки, далее пытается двигаться снова. Этот процесс повторяется, пока интерпретатор не войдет в цветной блок (пока продолжается выполнение) или интерпретатор начнёт повторять этот маршрут. Если он повторит свой маршрут в белом блоке, не существует пути выхода из белого блока и выполнение должно прекратиться.

### Команды
Команды определены переходом из одного цветного блока в другой в соответствии с перемещением по программе. Число шагов по циклу цветов и циклу яркости в каждом переходе определяет выполняемую команду, как показано на таблице справа. Если переход осуществляется через белый блок, команда не выполняется.
Отдельные описаны ниже.
- push Помещает значение только что покинутого цветного блока в стек. Заметьте, что значение цветного блока не помещается в стек автоматически — эта операция должна быть явно выполнена.
- pop Извлекает верхнее значение из стека, удаляя его.
- add Извлекает два верхних значения из стека, складывает их и помещает результат обратно в стек.
- subtract Извлекает два верхних значения из стека, вычитает верхнее значение из второго, и помещает результат обратно в стек.
- multiply Извлекает два верхних значения из стека, умножает их и помещает результат обратно в стек.
- divide Извлекает два верхних значения из стека, вычисляет целочисленное деление второго значения на верхнее и помещает результат обратно в стек.
- mod Извлекает два верхних значения из стека, находит остаток от деления второго числа на первое и помещает результат обратно в стек.
- not Заменяет стековое значение на ноль, если оно ненулевое, и на 1, если оно нулевое.
- greater Извлекает два значения и помещает 1, если второе значение больше первого, 0 - если не больше.
- pointer извлекает значение и поворачивает по часовой стрелке DP на данное число, против часовой стрелки, если число отрицательное.
- switch переключает CC требуемое число раз
- duplicate помещает копию верхнего значения стека в стек
- roll извлекает два значения из стека (n — верхнее, m — второе) и помещает верхнее значение стека на глубину mn раз. Вращение может быть обратным (n отрицательное), глубина не может быть отрицательным числом.
- in Читает число или символ в зависимости от того, что вы подразумеваете этой командой, и помещает значение в стек.
- out выводит число или символ.

Невыполнимые операции игнорируются (пример: извлечение из стека несуществующего значения).